# 聖天使城堡
聖天使城堡（義大利語：Castel Sant'Angelo）是意大利羅馬的一座城堡，該建築位於台伯河畔，鄰近梵蒂岡，聖天使城堡首先作为阻止西哥德人和东哥德人入侵的要塞，然后被當作监狱使用，最后改建成一座华丽的教宗宫殿。現在聖天使城堡已成為一座博物館，也成為當地的旅遊景點之一。公元6世紀，教宗額我略一世巡游經過此地，見到總領天使聖彌額爾（Michael）顯像，城堡因而得名。

## 歷史
聖天使城堡是由羅馬帝國皇帝哈德良於123年至139年期間興建，準備當作自己及其家人之陵墓，也被稱為哈德良的鼴鼠。哈德良在公元138年於拜亞去世後，其骨灰被放置在此，連同他的妻子薩賓娜和他的第一個養子盧修斯·埃里烏斯（他也死於公元138年）。139年， 安敦宁·毕尤 皇帝将其建造完成，整个陵墓由一个由大理石镶嵌的正方形基座，和一个装饰中楣以及角壁柱组成。在此之後，其他皇帝的遺體也被放在這裡，包含皇帝安敦宁·毕尤和他的妻子大福斯蒂纳以及他们的三个孩子，卢西奥·埃利奥·凯撒，康茂德，皇帝马可·奥勒留和他的另外三个孩子，塞维鲁皇帝和他的妻子朱莉娅·多姆娜以及他们的儿子，卡拉卡拉皇帝（公元217年）等的遗体。

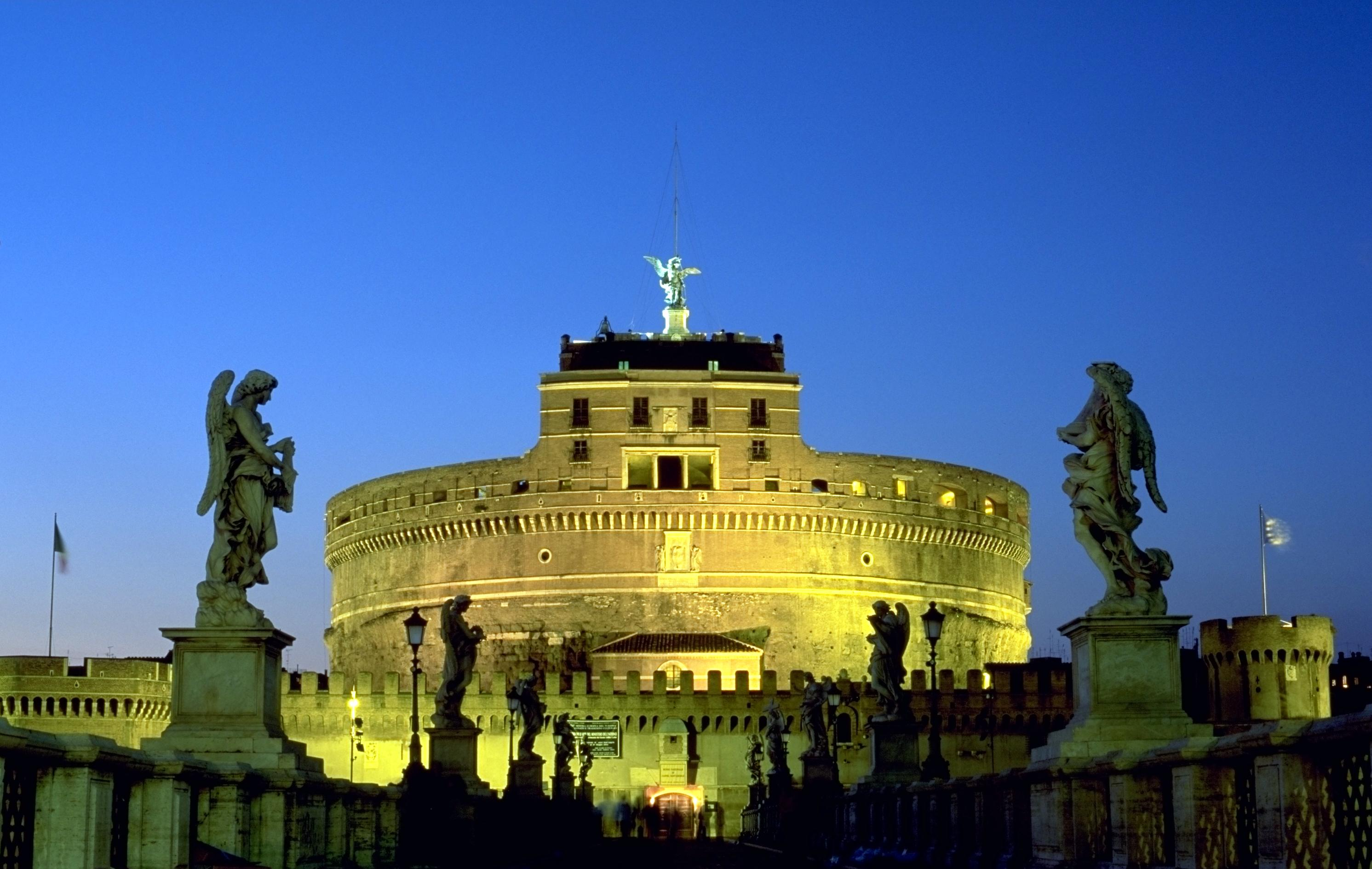
聖天使城堡正面

## 建築
大部份的陵墓內容物和裝飾物自從西元401年成為軍事要塞後都已經消失，公元271年到275年，羅馬皇帝奧勒良和普羅布斯修建奧勒良城牆也破壞陵墓結構。410年，亞拉里克率領西哥特人攻陷了羅馬並大舉劫掠（羅馬之劫），羅馬皇帝的骨灰遭到西哥特人丟棄。根據普羅科匹厄斯紀載，原有的青銅裝飾和石頭雕像被哥特人於537年對羅馬市圍攻期間消失。但是，一個骨灰（可能是哈德良），輾轉流到聖彼得大教堂，埋葬於奧托二世陵墓中，後來接受文藝復興時期洗禮。意大利畫家乔尔乔·瓦薩里在16世紀寫道：
...為了基督徒使用而建造教堂，不僅摧毀羅馬最悠久的寺廟，也為榮耀聖彼得，他們從哈德良的陵墓拿走石柱，聖天使城堡以及許多我們現在看到的其他建築都是一片廢墟。
公元590年罗马发生了严重的瘟疫，教宗額我略一世为了消除瘟疫，组织了一次庄严的忏悔游行，当游行队伍抵达附近的哈德良陵墓时，教宗看见了插剑入鞘的總領天使弥额尔，这次所见被认为是神迹，预示着瘟疫的结束，从那以后，罗马人就稱此地為圣天使城堡。11世紀的對立教宗鐸理將這座陵墓當作監獄使用。
14世紀開始，教宗將這座陵墓轉成一座城堡，教宗尼各老三世建造走廊（稱為博爾戈走廊）來連接聖伯多祿大殿。教宗克勉七世於1527年羅馬之劫期間被神聖羅馬皇帝查理五世的軍隊困於聖天使城堡內，文藝復興時期畫家本韋努托·切利尼曾描述事件中射擊敵人的士兵。

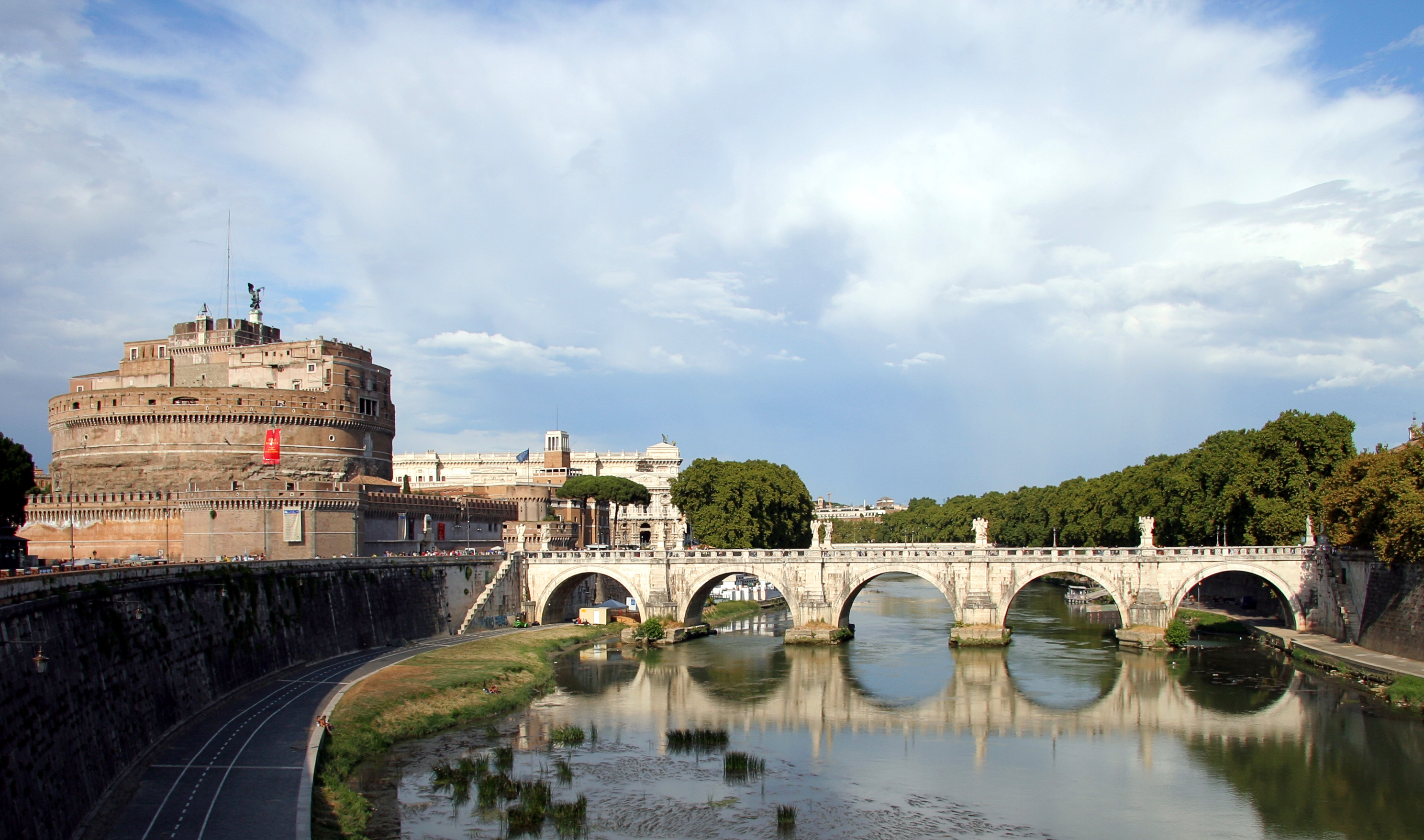
聖天使城堡入口前有著12尊天使雕像的橋樑

教宗良十世時期，拉斐爾·達蒙特盧波菲（Raffaello da Montelupo）建造一座小教堂。在1536年，拉斐爾·達蒙特盧波菲也創造了一個聖弥额尔大理石雕像。後來教宗保祿三世於城堡內部設置華麗的房間，防止未來教宗遭到圍攻時，聖天使城堡可以當作合適的住宿地點。
拉斐爾·達蒙特盧波菲製作的雕像之後由佛蘭芒雕刻家Peter Anton von Verschaffelt於1753年換成同一主題的銅像。
教宗也用聖天使城堡當作監獄，例如焦爾達諾·布魯諾在此被囚禁了六年。另一名犯人是雕塑家和金匠本韋努托·切利尼。處決犯人於小庭院內進行。殺害父親的年輕女貴族貝亞特麗切·倩契便是在聖天使城堡被處刑的，傳說她的幽靈會在每年忌日的午夜時分出現在聖天使城堡的橋上。作為一間監獄，聖天使城堡也是普契尼歌劇《托斯卡》第三幕的場景，歌劇的同名女主角托斯卡最後從聖天使城堡城牆上躍下。

## 外部連結
- Castel Sant'Angelo （页面存档备份，存于） 聖天使城堡360度全景照片
- Site describing arrangement of the original mausoleum. （页面存档备份，存于）
- Mausoleum of Hadrian, part of the Encyclopædia Romana （页面存档备份，存于） 聖天使城堡
- Platner and Ashby entry on the tomb on Lacus Curtius site
- Roman Bookshelf - Views of Castel Sant'Angelo from the 19° Century （页面存档备份，存于）
- Castel Sant'Angelo （页面存档备份，存于）
- Hadrian's tomb （页面存档备份，存于） 聖天使城堡